# Kostel svatého Jiří (Pozděchov)
Kostel svatého Jiří je jednolodní farní římskokatolický kostel v Pozděchově. Je chráněn jako kulturní památka České republiky.

## Historie
Kostel pravděpodobně stojí na místě staršího kostela. V letech 1700 až 1710 jej zde nechal vybudovat majitel vizovického panství hrabě Prokop Gervas Gollen. Dodnes jej připomíná gollenský erb nad hlavním vchodem do kostela. Od roku 1868 slouží jako farní kostel pro farnost Pozděchov.

## Varhany
Do poloviny 19. století zde byl umístěn pouze pozitiv. Od roku 1858 v kostele sloužily varhany z dílny zlínského varhanáře Antonína Daniela Hanačíka mladšího. Ty byly v 70. letech 20. století vyměněny za nové varhany, které byly původně postaveny pro kostel v Želechovicích nad Dřevnicí (postavil je uherskohradišťský varhanář Josef Hauke v roce 1888). Tamní farnost si totiž v roce 1976 pořídila dvoumanuálové varhany Rieger nové, a proto byl nadbytečný nástroj převezen do Pozděchova.